# Тальжино (станційне селище)
Та́льжино (рос. Тальжино) — станційне селище у складі Новокузнецького району Кемеровської області, Росія. Входить до складу Центрального сільського поселення.

## Населення
Населення — 1532 особи (2010; 1505 у 2002).
Національний склад (станом на 2002 рік):
- росіяни — 91 %